# Trnava (Horvátország)
Trnava falu és község Horvátországban, Eszék-Baranya megyében.

## Fekvése
Eszéktől légvonalban 46, közúton 59 km-re, Diakovártól légvonalban 13, közúton 18 km-re délnyugatra, Szlavónia középső részén, a Dilj-hegység délkeleti lejtőin fekszik.

## A község települései
A községhez közigazgatásilag Dragotin, Kondrić, Hrkanovci Đakovački, Lapovci, Svetoblažje és a községközpont tartoznak.

## Története
A középkorban ez a terület Névna várához tartozott, de a település első írásos említése csak a török uralom idején az 1579-es defterben 14 házzal a Dragotini náhije részeként történt. A török uralom 1687-ben ért véget. Noha a környéken több falu is elpusztult, az itteni lakosság átvészelte a felszabadító harcokat. A falu a török kiűzése után a diakovári püspökség birtoka lett. 1702-ben 18 lakott házat számláltak itt. A 18. század közepén új lendületet vett a fejlődés. Az első szőlőültetvényeket Bakić és Čolnić püspökök telepíttették. 1752-re a szőlőültetvény területe elérte a 20 hektárt. 1758-ban 27 régen lakott ház volt a faluban 8 ház pedig újonnan betelepülőké volt. Ebben az évben a vrpoljei plébániáról leválasztva megalapították a helyi plébániát is. A régi Szent Kereszt templom mellett a szőlőhegyen egy új Szentháromság kápolna is volt az egyházi vizitáció jelentése szerint. 1768-ban a szőlőültetvényekről már 1466 akó bort termeltek. 1772-ben befejeződött a püspöki nyaraló építése, ahol Čolnić püspök gyakran tartózkodott. 1803-ban a falu 29 házában 209 lakos élt. 1820-ban újabb szőlőtelepítés kezdődött, ahol főként likai és hegyvidéki munkások dolgoztak. A településen több kézműves is (kovácsok, asztalosok, fazekasok mellett egy-egy bognár, takács és csizmadia) élt. A fejlődés tovább folytatódott Strossmayer püspök idejében is, ekkor lett községközpont a település. A szőlőtermelés fejlődése később azonban alábbhagyott, mert a püspök az új székesegyház építésével volt elfoglalva. 1870-ben 1600 hektoliter tárolására alkalmas boros pince épült, de két év után leégett. Még ugyanabban az évben újjáépítették.
Az első katonai felmérés térképén „Ternava” néven található. Lipszky János 1808-ban Budán kiadott repertóriumában „Ternava” néven szerepel. Nagy Lajos 1829-ben kiadott művében „Ternava” néven 68 házzal, 398 katolikus vallású lakossal találjuk. A 19. század második felében jelentős magyar és német lakosság telepedett le ide.
A településnek 1857-ben 537, 1910-ben 1031 lakosa volt. Verőce vármegye Diakovári járásának része volt. Az 1910-es népszámlálás adatai szerint lakosságának 83%-a horvát, 8%-a magyar, 6%-a német anyanyelvű volt. Az első világháború után 1918-ban az új szerb-horvát-szlovén állam, majd később (1929-ben) Jugoszlávia része lett. A második világháború idején a magyar és német lakosság elmenekült a partizánok elől. 1991-től a független Horvátországhoz tartozik. 1991-ben lakosságának 96%-a horvát nemzetiségű volt. 2011-ben a településnek 630 lakosa volt.

## Lakossága
| Lakosság változása | Lakosság változása | Lakosság változása | Lakosság változása | Lakosság változása | Lakosság változása | Lakosság változása | Lakosság változása | Lakosság változása | Lakosság változása | Lakosság változása | Lakosság változása | Lakosság változása | Lakosság változása | Lakosság változása | Lakosság változása |
| ------------------ | ------------------ | ------------------ | ------------------ | ------------------ | ------------------ | ------------------ | ------------------ | ------------------ | ------------------ | ------------------ | ------------------ | ------------------ | ------------------ | ------------------ | ------------------ |
| 1857               | 1869               | 1880               | 1890               | 1900               | 1910               | 1921               | 1931               | 1948               | 1953               | 1961               | 1971               | 1981               | 1991               | 2001               | 2011               |
| 537                | 808                | 819                | 930                | 926                | 1.031              | 1.067              | 1.144              | 1.255              | 1.208              | 1.092              | 894                | 780                | 725                | 703                | 630                |

## Nevezetességei
A Szent Kereszt felmagasztalása tiszteletére szentelt római katolikus plébániatemploma 1845-ben épült. 1966-ban megújították. Egyhajós épület sokszögű szentéllyel, a homlokzat felett emelkedő, piramis alakú toronysisakkal fedett harangtoronnyal. A főúttól nem messze egy magaslaton áll. A plébániát 1758-ban alapították.

## Kultúra
- A KUD „Brđani” Trnava kulturális és művészeti egyesületet az 1960-as években alapították. Működése többször szünetelt, legutóbb 2001-ben alapították újra.
- A település „Bonavita” nevű borfesztiváljáról híres, melyet 1988 óta évente rendeznek meg. Évente sok borász gyűlik itt össze finom, minőségi borainak bemutatására, amelyekhez elismervényt, plakettet és serleget kapnak.

## Oktatás
A település általános iskolája Juraj Strossmayer püspök nevét viseli. Az első iskola felsőbb rendeletre 1786-ban nyílt meg először, a gyermekek elmaradása miatt azonban 1794-ben beszüntette működését. 1843-ban új iskola épült a plébánia közelében, ahol 1844-ben indult meg az oktatás. Első tanítója Franjo Tagliber volt. Az 1918/19-es tanévtől az iskola kétosztályosra bővült, majd a következő évben új osztálytermet építettek. Az újabb iskolaépület építése 1965-ben kezdődött és a következő évben be is fejeződött. Új tanítói lakás is épült. Az iskola mai épületét és tornatermét 2007. október 25-én nyitotta meg Stjepan Mesić akkori köztársasági elnök. Az iskolának 3500 kötetes könyvtára van. Dragotin, Kondrić, Hrkanovci Đakovački és Lapovci falvakban alsó tagozatos területi iskolái működnek.

## Sport
Az NK Dinamo Trnava labdarúgócsapata a megyei 3. ligában szerepel. 1966-ban alapították.

## Egyesületek
- DVD Trnava önkéntes tűzoltóegylet. (1984-ben alapították.)
- LD „Vepar” Trnava vadásztársaság (1998).
- LD „Srnjak” Trnava vadásztársaság (2006).